# Коуди Макфейдън
Коуди Макфейдън (на английски: Cody McFadyen) е американски писател на произведения в жанра криминален роман.

## Биография
Коуди Уолтън Макфейдън е роден на 13 февруари 1968 г. във Форт Уърт, Тексас, САЩ. Той оценява, че детството му е преминало в бедност. През това време основното му развлечение са книгите. Когато е на 10 години семейството му се замогва и преминава към средната класа.
Коуди прекъсва своето средно образование на 16 години и започва да се занимава с доброволна социална дейност. Той се занимава с групи за самоподпомагане и консултиране на наркозависими и прави няколко пътувания по света. След това работи в различни области като строителство, озеленяване, дизайн на уеб сайтове и управление, и основаване на компания за разработване на видеоигри – Digital Snow, Inc. На 35 години се посвещава на писателската си кариера.
Съгласно собствените му думи на младини е употребявал наркотици. Първият му брак му е помогнал да подобри живота си, особено след като започва да се грижи за доведената си дъщеря. Междувременно се жени втори път.
Първият му трилър „Човекът сянка“ е публикуван през 2005 г. Главна героиня е специалният агент на ФБР Смоуки Барет, която разследва серийни убийци, докато тя и семейството ѝ не стават жертви на такъв. Тя се отказва от професията си докато не получава лично предизвикателство от друг убиец. Романът става бестселър и го прави известен. Следват още четири романа със същата главна героиня.
Коуди Макфейдън живее със семейството си в Морпарк, Южна Калифорния.

## Произведения

### Серия „Смоуки Барет“
1. Shadow Man (2005)
Човекът сянка, изд.: „Сиела“ София (2017), прев. Коста Сивов
2. The Face Of Death (2007)
Лицето на смъртта изд.: „Сиела“ София (2018), прев. Коста Сивов
3. The Darker Side (2008)
Тъмната страна изд.: „Сиела“ София (2019), прев. Коста Сивов
4. Abandoned (2009)
Изоставени изд.: „Сиела“ София (2019), прев. Коста Сивов
5. The Truth Factory (2016)
Фабрика за истина изд.: „Сиела“ София (2020), прев. Коста Сивов